# Comptosia montana
Comptosia montana är en tvåvingeart som först beskrevs av Philippi 1865.  Comptosia montana ingår i släktet Comptosia och familjen svävflugor. Inga underarter finns listade i Catalogue of Life.